# This Sorrowful Life
«Esta Triste Vida» —título original en inglés: «This Sorrowful Life»— es el décimo quinto episodio de la tercera temporada de la serie de terror y apocalíptica The Walking Dead. Se transmitió en AMC en los Estados Unidos el 24 de marzo de 2013. En España, el episodio se transmitió el 25 de marzo, mientras que en Latinoamérica el episodio se emitió el 26 de marzo del mismo año respectivamente por FOX International. El episodio lo dirigió Greg Nicotero y el guion estuvo a cargo de Scott M. Gimple.
En este episodio Rick y su grupo aprenden que si quieren una tregua con El Gobernador, tienen que hacer un sacrificio. 
Este episodio marca la salida de Michael Rooker del elenco regular de la serie, tras la muerte de su personaje Merle Dixon, luego de haber formado parte de la historia durante tres años consecutivos.

## Argumento
Rick le cuenta a Hershel (Scott Wilson) y Daryl (Norman Reedus) en privado sobre la oferta del Gobernador y sus intenciones de entregar a Michonne (Danai Gurira), después de lo cual se lo contará al resto del grupo. Hershel se rehúsa a ser parte de esto, mientras que Daryl apoya a Rick de mala gana. Rick busca que Merle, el hermano de Daryl también lo ayude, pero no cree que Rick tenga la valentía para hacerlo. Más tarde, Merle le confiesa a Daryl que considera que Rick es hipócrita en tomar esta decisión, ya que el grupo sigue en resentimiento con el por lo que ocurrió a Maggie (Lauren Cohan) y a Glenn (Steven Yeun) con el incidente en Woodbury a causa del Gobernador (David Morrissey).
Mientras que Rick busca un alambre para atar a Michonne, este tiene otra visión de su esposa muerta Lori (Sarah Wayne Callies), lo que lo lleva a reconsiderar su decisión. Sin embargo, Merle ha decidido hacerse cargo de la tarea, y él somete y ata a Michonne y se marcha en secreto a Woodbury. Cuando Daryl los encuentra desaparecidos, los sigue a pie. Merle encuentra un automóvil junto con Michonne y lidian con un grupo de caminantes que fueron atraídos por el sonido de la alarma del coche, los caminantes son sometidos y Merle procede en conectar el automóvil con un cable y comienzan a conducir hacia el punto de reunión acordado, durante el viaje los dos comienzan a platicar y Michonne le pide a Merle que admita que nunca mató antes de hacer ser un soldado del Gobernador y que no hay necesidad de sacrificar a nadie más a instancias del Gobernador; ella sugiere que ella y Merle debe volver al grupo de Rick, Merle le dice que no puede volver atrás, se detiene el coche y la deja ir a Michonne otorgándole su katana, diciéndole que se preparen para lo que viene; él tiene algo que hacer por su cuenta. Michonne se cruza con Daryl y se dirigen en dirección a su hermano.
Cerca del punto de encuentro, Merle usa la alarma y la radio del automóvil para pasear lentamente por una línea de caminantes detrás del automóvil. Arrastra el auto para avanzar hasta el sitio de la reunión mientras él se escapa. Los hombres del Gobernador, incluido Martínez (José Pablo Cantillo), han estado esperando emboscar a la llegada de Rick, y se distraen con el coche vacío y los caminantes, Merle se escabulle detrás de ellos y mata a varios (incluyendo a Ben (Tyler Chase), quien se interpuso, cuando Merle casi mata al Gobernador), pero pronto es descubierto por Martínez y varios hombres y lo empiezan a golpear, aparece El Gobernador y empieza una pelea en la que El Gobernador lo somete, le arranca dos dedos, pero Merle se niega a pedir misericordia, El Gobernador le dispara y lo mata.
En la prisión, Glenn recibe el permiso de Hershel para casarse con Maggie y luego se lo propone, usando un anillo de bodas que le quitó uno a de los caminantes en la cerca de la prisión. Rick llega y le dice al grupo sobre la oferta de entregar a Michonne, pero que no puede seguir adelante. Admite que tomó la decisión por sí mismo, y no debería haberlo hecho, sin querer ser Gobernador. Él le pide al grupo que decida si quiere quedarse en la prisión o si se va, y se va para permanecer de pie mientras toman una decisión. Allí, él mira mientras Michonne regresa a la prisión.
En el lugar de la reunión Daryl llega y elimina a algunos caminantes restantes antes de encontrarse con un Merle reanimado, Daryl llora por su pérdida, y cuando su hermano mayor zombificado se le acerca a él para atacarlo, Daryl lo golpea contra el suelo y lo apuñala en la cara varias veces antes de quedar visiblemente entristecido.

## Producción

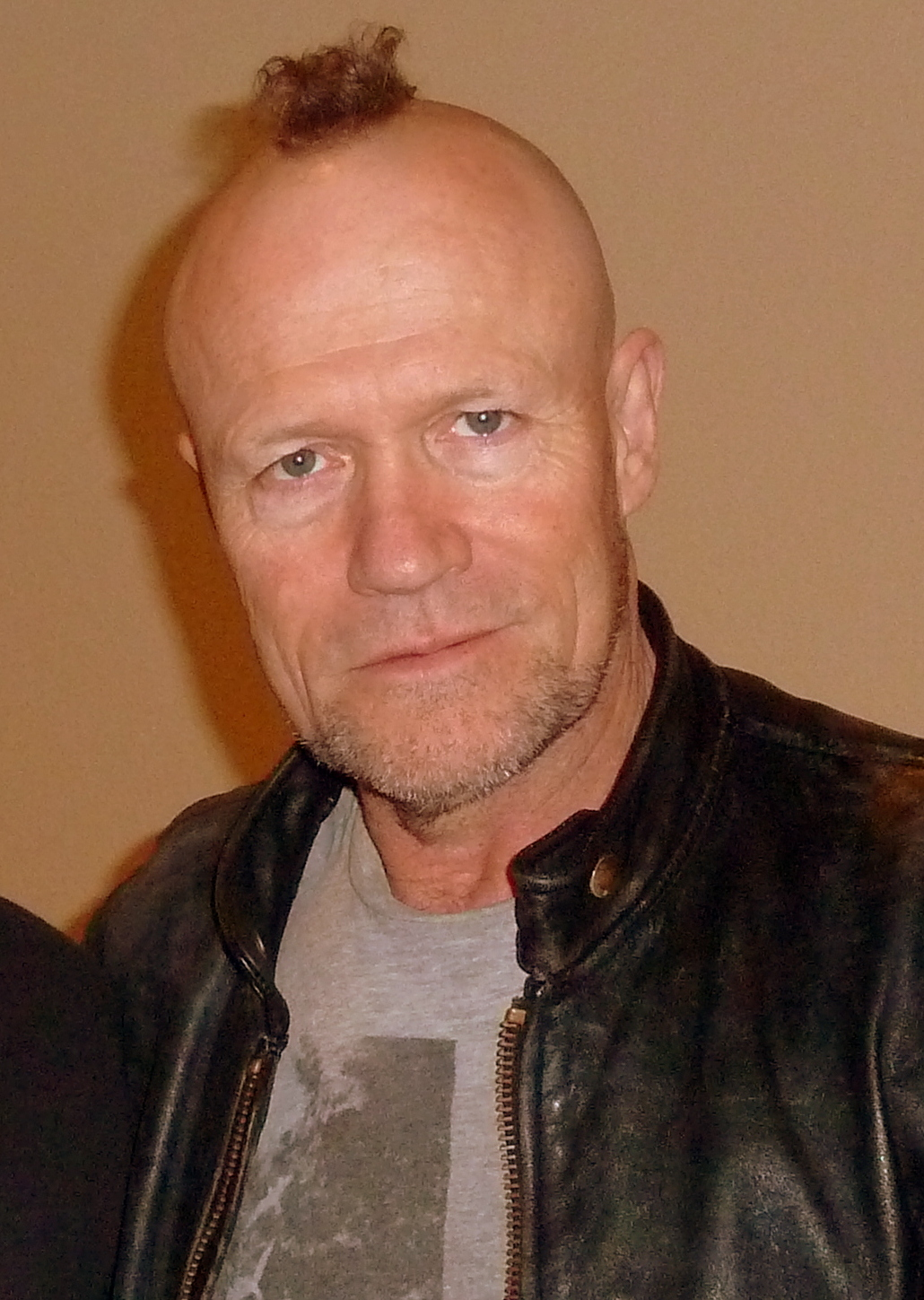
Michael Rooker (foto de 2013) hizo su última aparición en el episodio "This Sorrowful Life".

El episodio fue dirigido por Greg Nicotero y escrito por Scott M. Gimple, y comparte su nombre con el sexto volumen de los cómics.
Este episodio marca la última aparición de Michael Rooker (Merle Dixon), que fue asesinado por el gobernador en el episodio. Merle aparece en sólo 14 episodios de la serie, haciendo de él la serie regular con la menor cantidad de apariciones. En la decisión de matar a Merle, Robert Kirkman, explicó:

Es importante tener en cuenta que la ejecución de la historia no es una razón para matar a un personaje. Ahí que tener más historias que la mía no es una razón para seguir con vida a un personaje, es lo que la historia que sale de ella y cómo varía la historia con la muerte. Daryl Dixon se ha convertido en un personaje muy importante en la serie y su personaje había cambiado y evolucionado de formas muy interesantes a lo largo de las tres primeras temporadas. 

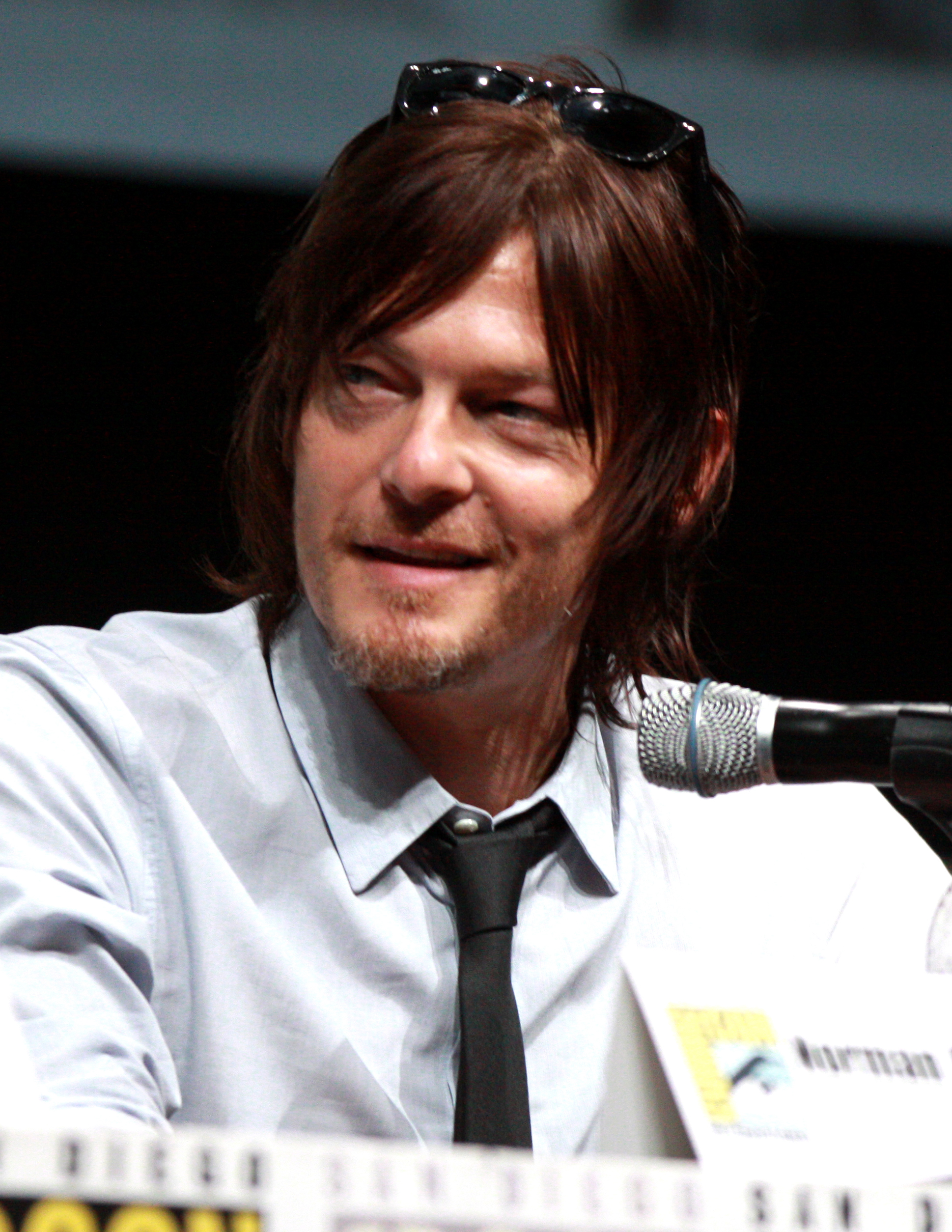
Críticos aplaudieron la presentación de Norman Reedus en el episodio.

El personaje de Merle siempre fue planeado para ser algo un tanto temporal. Queríamos ver cómo el regreso de Merle afectaría a ese personaje y ver a Daryl que vuelva al comportamiento en el pasado —a la mala conducta— era algo que realmente queríamos explorar. Pero al final, Daryl había movido más allá de ese carácter y queríamos volver a él y no tener que alterar su comportamiento o que su personaje sea igual que su hermano, Merle no tiene que influir sobre él de ninguna manera. La muerte de Merle era realmente acerca de la activación de Daryl de una manera interesante que dará sus frutos en la cuarta temporada.

### Música de Fondo
- "Fast and Loose" - Motorhead: Esta canción fue utilizada en el momento que Merle escucha música mientras bebe Whisky dentro de su automóvil.
- "Turn it up" - Ted Nugentː Esta canción fue utilizada en el momento que Merle utiliza para atraer a los caminantes.

## Recepción

### Críticas
El episodio fue aclamado por la crítica, con muchos críticos y fanáticos llamándolo uno de los mejores episodios de la temporada 3. Zack Handlen, escribiendo para  The A.V. Club , calificó el episodio B en una escala de A a F. Eric Goldman en IGN dio el episodio 9 de 10, alabando específicamente las actuaciones de los actores Danai Gurira, Michael Rooker, Steven Yeun y en especial Norman Reedus.

### Índice de audiencia
La transmisión original, el 24 de marzo de 2013, fue vista por un estimado de 10.99 millones de espectadores, un aumento en la audiencia del episodio anterior.